# Gehenna
 Denne artikel bør gennemlæses af en person med fagkendskab for at sikre den faglige korrekthed.
 Der er for få eller ingen kildehenvisninger i denne artikel, hvilket er et problem. Du kan hjælpe ved at angive troværdige kilder til de påstande, som fremføres i artiklen.

Gehenna (græsk: γέεννα, geènna), fra hebraisk Gehinnom (rabbinsk hebraisk: גהנום/גהנם) er betegnelser afledet fra et sted udenfor oldtidens Jerusalem, kendt i den hebraiske Bibel (Det gamle testamente) som "Dalen til Hinnoms søn" (hebraisk: גֵיא בֶן־הִנֹּם eller גיא בן-הינום, Gai Ben-Hinnom).
Gehenna er i jødedommen, kristendommen og islam symbolet på dommens dag, og benyttes som synonym for ordet "helvede" (oldnordisk - dødsrige).
Betegnelsen "Gehenna" er afledt fra stedet "Hinnoms søns dal", der befinder sig sydvest for Jerusalem. Dette sted var på et tidspunkt benyttet af israelitterne til afgudsdyrkelse, og blev senere brugt som losseplads for skidt og affald hvor det kunne afbrændes. Stanken der udgik fra denne dal samt den uophørlige ild der brændte der, gjorde den senere til et symbol på helvede (Matt. 5:22)
Bibelen beskriver følgende begivenheder i profeten Jeremias' bog, der fandt sted i det 7. århundrede f.Kr. i Hinnoms søns dal: "Fordi de (Israelitterne) forlod Mig og gjorde gjorde dette sted fremmed og tændte offerild der for andre guder, som hverken de eller deres fædre før kendte til, og Judas konger fyldte dette sted med skyldfries blod, og de byggede ba'alshøjene for at brænde deres børn i ild som brændofre til Ba'al, hvad jeg ikke havde påbudt eller talt om, og hvad aldrig var opkommet i min tanke. Se, derfor skal dage komme, lyder det fra Herren, da dette sted ikke mere skal hedde Tofet og Hinnoms søns dal, men Morddalen." 
Ovenstående bibelske beretning om menneske-ofringer i "Tofet" eller "Hinnoms søns dal" i det 7.-6. århundrede f.Kr., er arkæologisk bevidnet. Knogler af børn ofret ved Tofet til gudinden Tanit i det Fønikiske Kartago  samt levn fra børneofringer i antikkens Syrien og Palæstina er blevet fundet ved arkæologiske udgravninger. Lærde som P. Mosca (1975) ved Harvard Universitetet, har konkluderet at Jeremias' ord vedrørende det, at Ba'al kultens tilhængere "fyldte dette sted med skyldfries blod", er bogstavelig.
I Det Nye Testamente:
- Gehenna: Matthæus.5:22,29,30, 10:28, 18:9, 23:15,33. Markus.9:43,45,47, Lukas. 12:5, Jakobsbrevet 3:6.
- Hades: Matthæus.11:23 16:18. Lukas 10:15. Apostlenes Gerninger 2:27,31. 1 Kor 15:55. Åbenbaring 1:18 6:8 20:13,14